# Iwan Kowal-Samborski
Iwan Iwanowicz Kowal-Samborski (ros. Ива́н Ива́нович Кова́ль-Самбо́рский; ur. 16 września 1893, zm. 10 stycznia 1962) – radziecki aktor filmowy. W 1944 roku uhonorowano go tytułem Zasłużonego Artysty Kirgiskiej SRR.

## Wybrana filmografia
- 1925: Gorączka szachowa jako milicjant
- 1926: Miss Mend jako Arthur Storn
- 1926: Matka jako działacz strajkowy
- 1926: Czterdziesty pierwszy jako Goworucha-Otrok, biały oficer
- 1927: Dzieweczka z pudełkiem[1] jako Ilja Snigiriow
- 1927: Żółty paszport[2]
- 1927: Człowiek z restauracji
- 1935: Lotnicy jako dowódca eskadry, Siergiej Bielajew
- 1957: Sztorm jako Bogomołow
- 1958: Łowcy tygrysów jako ponury łowca
- 1961: Leśny patrol[3]